# Cottus gobio
Cottus gobio is een straalvinnige vis uit de familie Cottidae. De wetenschappelijke naam van de soort werd in 1758 gepubliceerd door Carl Linnaeus.
Cottus gobio komt voor in het Oostzeegebied en Midden-Europa, maar niet in Nederland en België. Nederland grenst aan de westkant van dit verspreidingsgebied; de soort komt wél voor in de bovenloop van de Eems. In de literatuur (en de Flora- en faunawet) van voor 2005 wordt deze donderpad nog de rivierdonderpad (Cottus gobius) genoemd. De werkelijk inheemse soorten zijn Cottus perifretum en Cottus rhenanus. Deze drie soorten donderpadden behoren tot de 15 Europese soorten uit het geslacht Cottus. Het zijn zoetwatervissen uit een familie van zowel zoet- als zoutwatervissen, de donderpadden.
Net als andere soorten Cottus wordt C. gobio hoogstens 15 cm lang en kan tot 5 jaar oud worden. De vis heeft geen zwemblaas waardoor hij schokkend zwemt. De vis wordt vooral op de bodem aangetroffen. In zijn milieu heeft hij behoefte aan schuilplaatsen.
Het broedsel wordt door het mannetje verdedigd. Wanneer de jongen uitkomen, verlaten ze het nest.
Zoetwaterdonderpadden zijn zeer honkvast en verbreiden zich slechts langzaam naar nieuwe geschikte locaties.
Het mannetje bewaakt het legsel en waait, net als de stekelbaars, het legsel zuurstofrijk water toe.

## Natuurbescherming
In de Flora- en faunawet staat de soort Cottus gobio als beschermde diersoort vermeld, terwijl Cottus perifretum en Cottus rhenanus worden bedoeld. Deze soorten staan niet op de Nederlandse rode lijst.